# Gerres limbatus
Gerres limbatus är en fiskart som beskrevs av Cuvier, 1830. Gerres limbatus ingår i släktet Gerres och familjen Gerreidae. Inga underarter finns listade i Catalogue of Life.